# Pondokrejo (Tempurejo)
Pondokrejo is een bestuurslaag in het regentschap Jember van de provincie Oost-Java, Indonesië. Pondokrejo telt 7349 inwoners (volkstelling 2010).